# Rüti (Glarona Sud)
Rüti (toponimo tedesco) è una frazione di 364 abitanti del comune svizzero di Glarona Sud, nel Canton Glarona.

## Geografia fisica
Rüti si trova nella valle del fiume Linth, con il villaggio situato sulla riva orientale del fiume a un'altitudine di circa 620 metri. Il villaggio di Linthal si trova a sud, il villaggio di Betschwanden a nord, mentre il villaggio turistico di Braunwald sorge su una terrazza a circa 600 metri sopra il versante occidentale della valle.
I precedenti confini comunali di Rüti, nel 2006, comprendevano un'area di 6,18 km² . Di questa superficie, il 23,9% era utilizzato per scopi agricoli, mentre il 57,3% era coperto da foreste. Del resto del territorio, il 4,9% era abitato (edifici o strade) e il resto (13,9%) era improduttivo (fiumi, ghiacciai o montagne).

## Storia

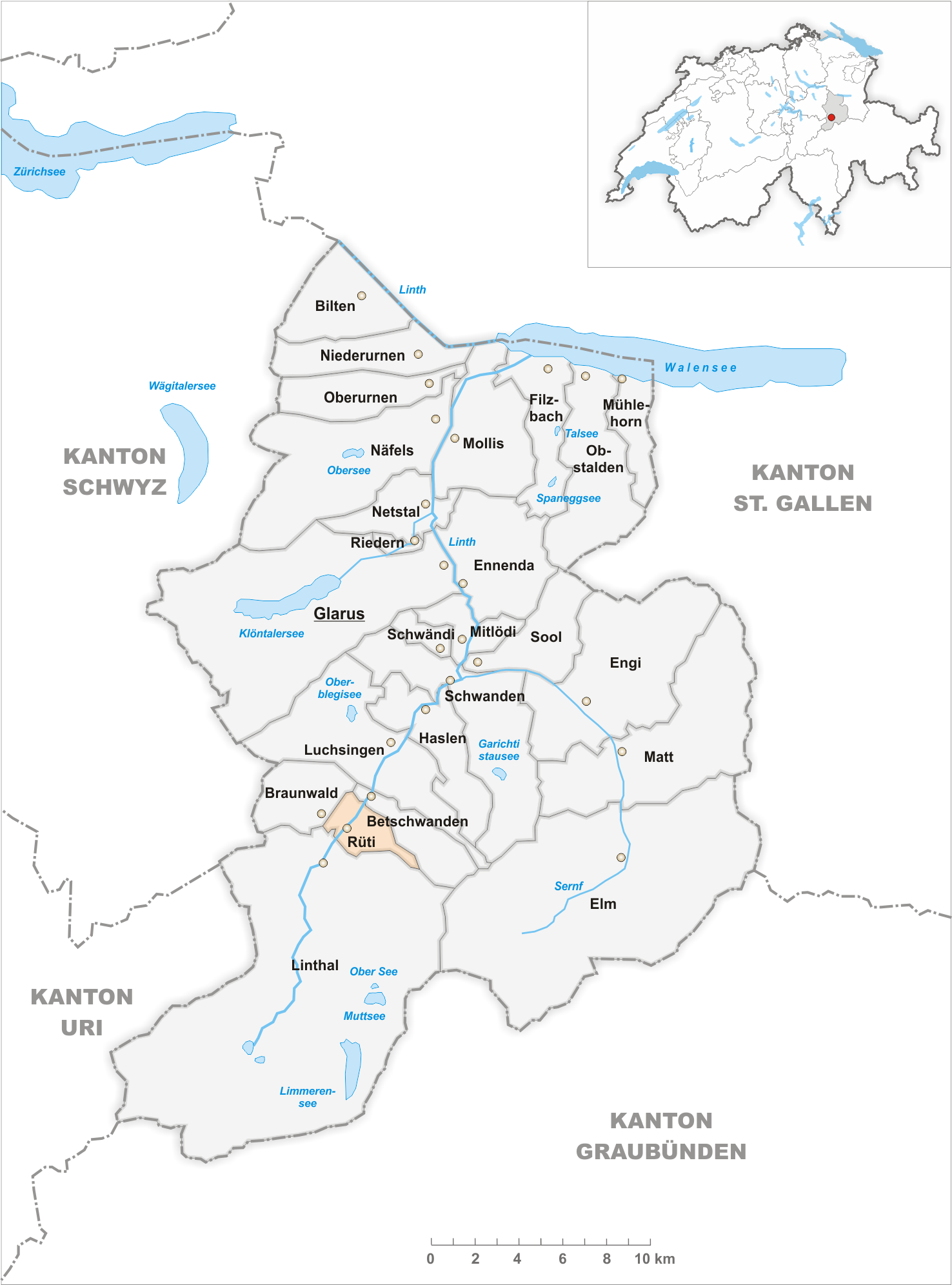
Il territorio del comune di Rüti prima degli accorpamenti comunali del 2011

Già comune autonomo che si estendeva per 6,18 km², dal suo territorio nel 1836 era stata scorporata la località di Ennetlinth, assegnata a Linthal, e nel 1939 quella di Braunwald, divenuta comune autonomo. Il 1º gennaio 2011 è stato accorpato agli altri comuni soppressi di Betschwanden, Braunwald, Elm, Engi, Haslen, Linthal, Luchsingen, Matt, Mitlödi, Schwanden, Schwändi e Sool per formare il nuovo comune di Glarona Sud.

## Monumenti e luoghi d'interesse
- Casa Spielhof, eretta nel XVI secolo inglobando una torre medievale[3].

## Società

### Evoluzione demografica
L'evoluzione demografica è riportata nella seguente tabella (fino al 1900 con Braunwald):
Abitanti censiti

## Infrastrutture e trasporti
La località è servita dalla stazione di Rüti GL sulla ferrovia Ziegelbrücke-Linthal (linea S25 della rete celere di Zurigo).

## Amministrazione
Ogni famiglia originaria del luogo fa parte del comune patriziale che ha la responsabilità della manutenzione di ogni bene comune.